# Biserica de lemn din Scoarța-Pietriș, Gorj

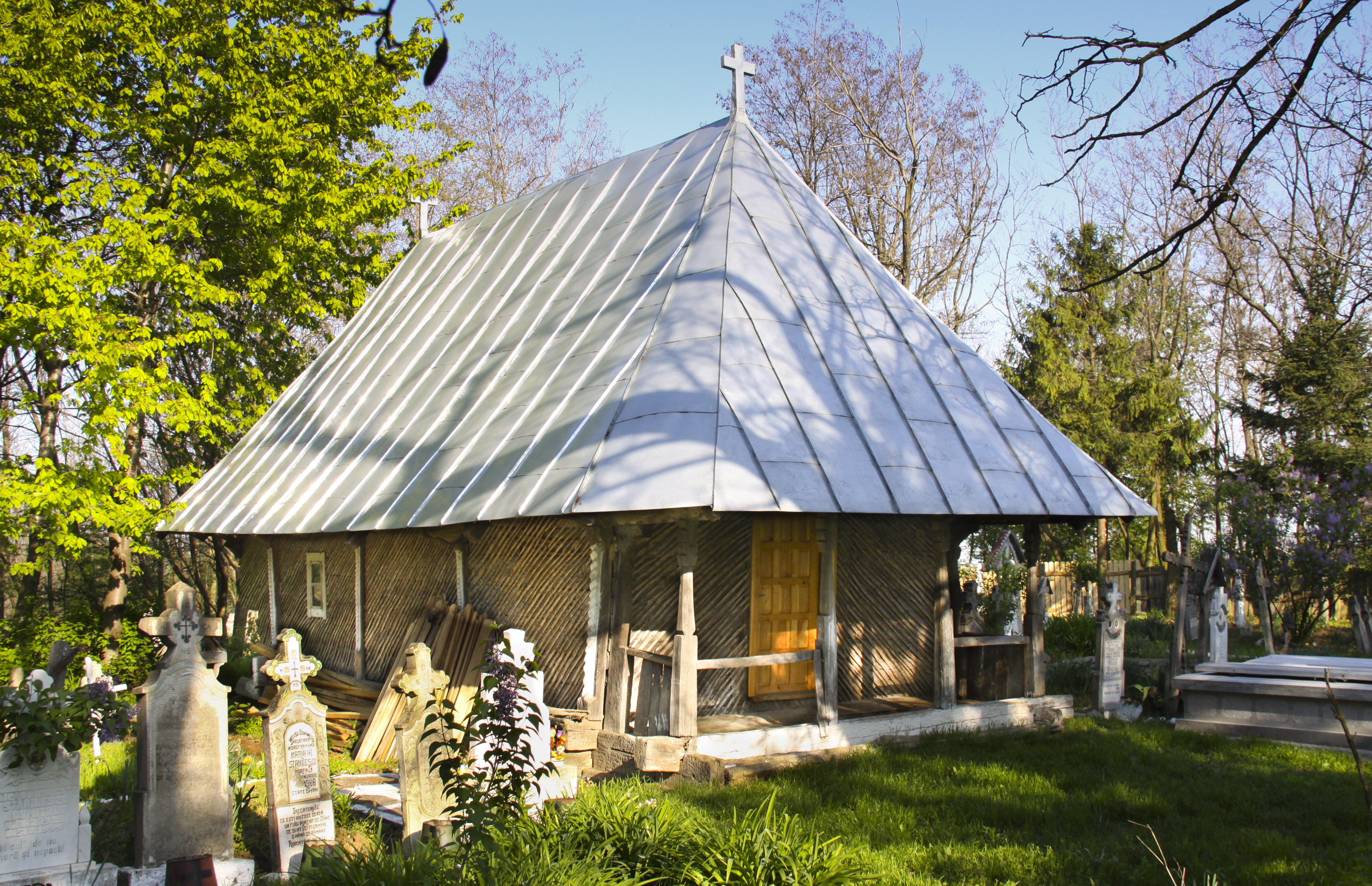
Biserica de lemn din dealul Pietriş, localitatea Scoarţa, Gorj, foto: 2010.

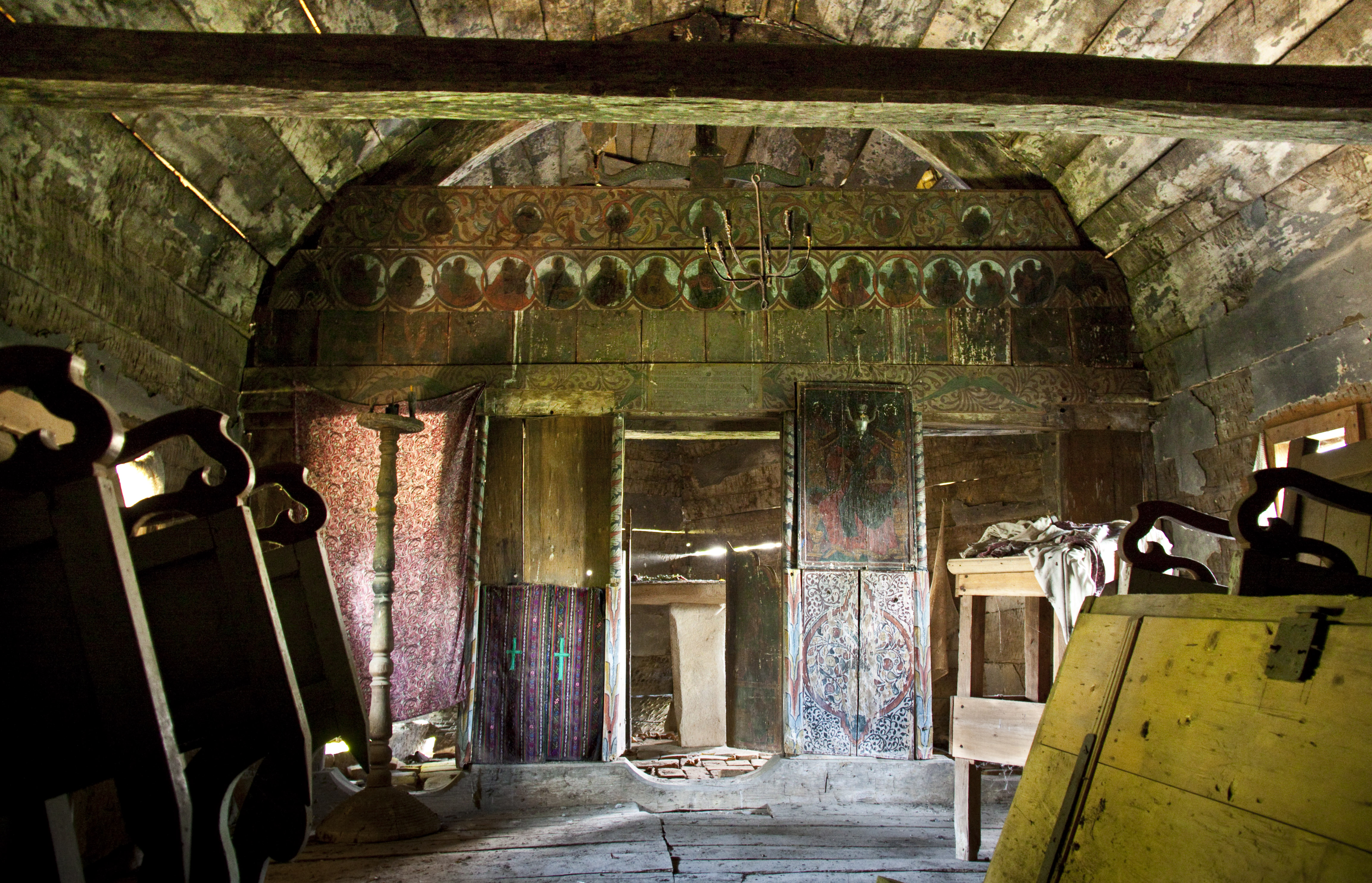
Naosul bisericii, Gorj, foto: 2010.

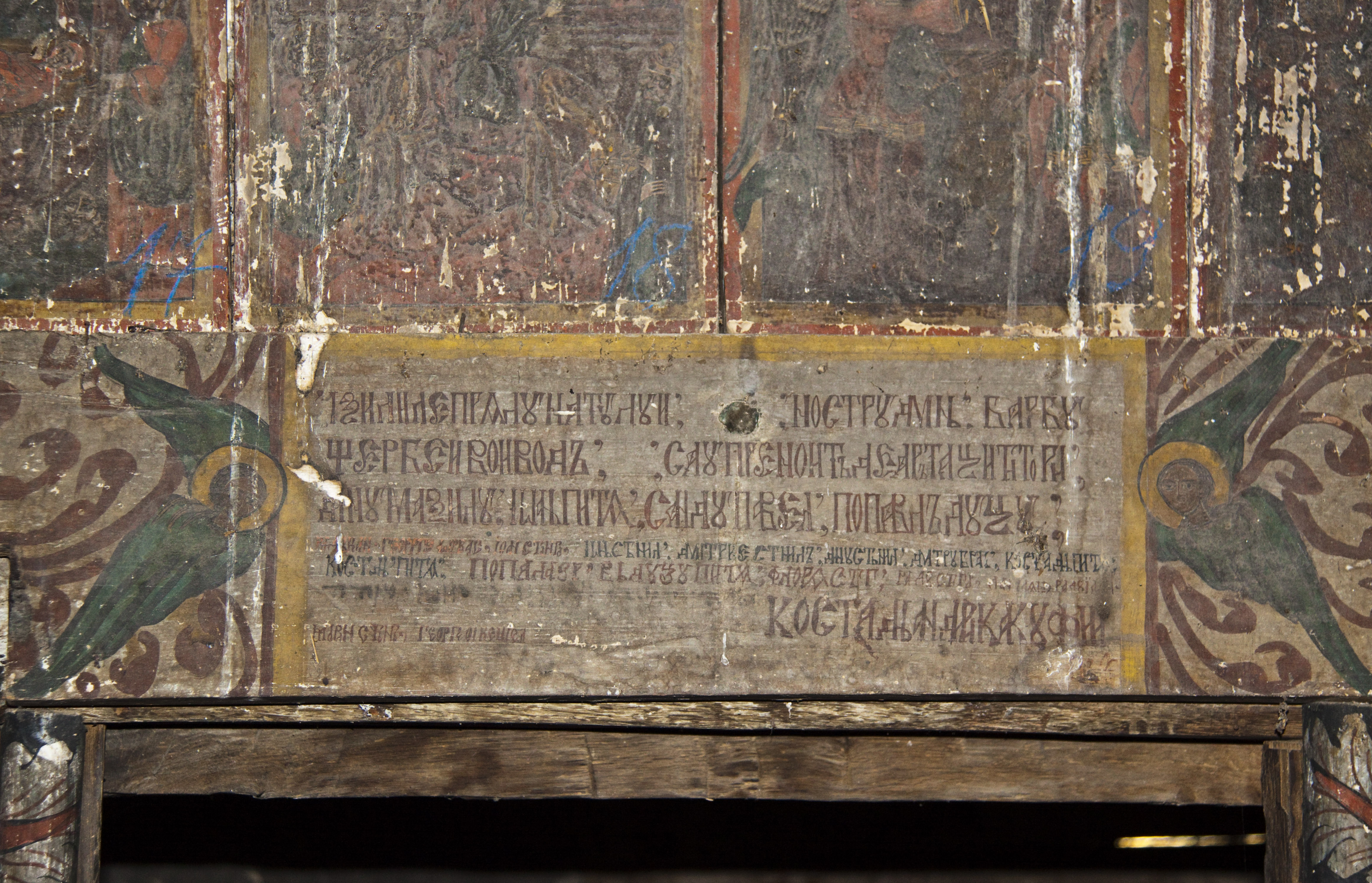
Pisania de la mijlocul secolului 19, foto: 2010.

Biserica de lemn din Scoarța-Pietriș se află în cătunul de pe dealul Pietriș din localitatea Scoarța din județul Gorj. Poartă hramul „Nașterea Maicii Domnului” și datează cel mai probabil din secolul 18. Se distinge prin structura de lemn bine conservată, prin nișele în consolă de la altar, atât de caracteristice zonei, prin absida altarului terminată în ax. Dintre veleitățile artistice se remarcă în primul rând iconostasul cu pisania de la mijlocul secolului 19 dar și sculpturile decorative exterioare, vizibile la stâlpii pridvorului și la stenapii de pe laturile lungi ale construcției. Cadrul natural, poarta de intrare în cimitir, crucile și stâlpii funerari întregesc ansamblul din jurul lăcașului. Biserica și ansamblul din jurul ei au valoare de patrimoniu cultural, istoric și artistic incontestabile, însă lipsesc de pe noua listă a monumentelor istorice.

## Istoric
Vechimea reală a bisericii de lemn din dealul Pietriș este necunoscută. A fost ridicată probabil în secolul 18.
Pisania pictată peste ușile împărătești ne indică o renovare majoră, după cum urmează: „În zilile pria luminatului nostru d[o]mn Barbu Șterbei voivod, sau prenoit de arătaț[i] titori Dinu Mazilu, Ioan Pitia, Sandu Pavel, Popa Vlăduțu, ... Ioan Stănga, Ion Stănil[ă], D[u]mitrie Stănilă, Dinu Stănil[ă], D[u]mitru Braga, Costand[i]n Pitia, Costand[i]n Pitia, Popa Laz[ă]r, Vlăduțu Pitia, Floria St[ăn]g[ă], Radu St[â]ngu, ... Radu ... Marin Stăngă, Gheorghe Ocheșel, Costand[i]n Andrica cu fii”. Pisania pare a fi o continuare a unei pisanii introductive, probabil datată, care astăzi lipsește. Totuși domnia lui Barbu Știrbei fixează renovarea bisericii la mijlocul secolului 19.

## Trăsături
Păstrează în mare parte formele inițiale, databile în secolul 18. Corpul bisericii este împărțit de la apus la răsărit în încăperile tradiționale: pridvor, pronaos, naos și altar. Pronaosul, naosul și altarul sunt cuprinse sub o boltă comună, fiind despărțite de pereți. O ușă de intrare, una de trecere între pronaos și naos și trei spre altar permit accesul și mișcarea rituală în biserică. Portalul vechi este alterat de o ușă modernă. Ferestrele sunt puține dar mărite în perioade anterioare, cu excepția ferestrei dinspre nord-est, rămasă în dimensiunile sale originale, în altar. Altarul se remarcă prin cele două nișe laterale și terminarea în ax. Este demn de remarcat pentru valoarea sa artistică, iconostasul, de la mijlocul secolului 19, mai ales crucea cu cele două molenii laterale susținute de balauri. Structura bisericii păstrează la stâlpii pridvorului și stenapii laterali căteva elemente decorative. Cercuiala rămasă pe pereți provine de la o tencuire exterioară ulterioară, probabil de la mijlocul secolului 19, însă a fost spălată de vremi. Pe pereții interiori se văd încă urme de spoială din aceeași perioadă.
Biserica se păstrează în cimitirul așezării, înconjurată de cruci de lemn și de piatră precum și stâlpi funerari. La intrarea în incinta cimitirului stă o pitorească poartă cu foișor deasupra, care a servit probabil și de clopotniță.

## Imagini exterioare

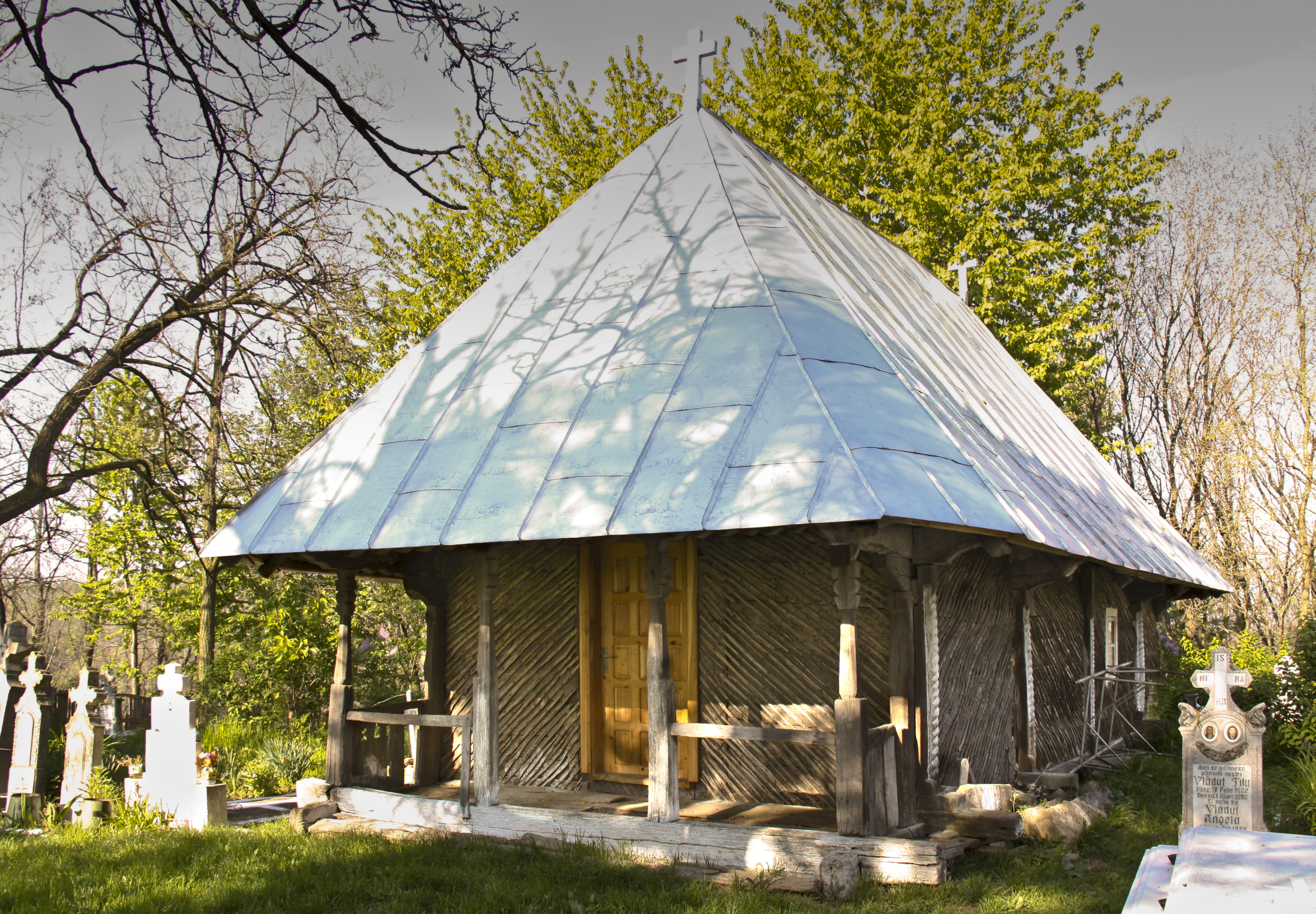
sud-vest
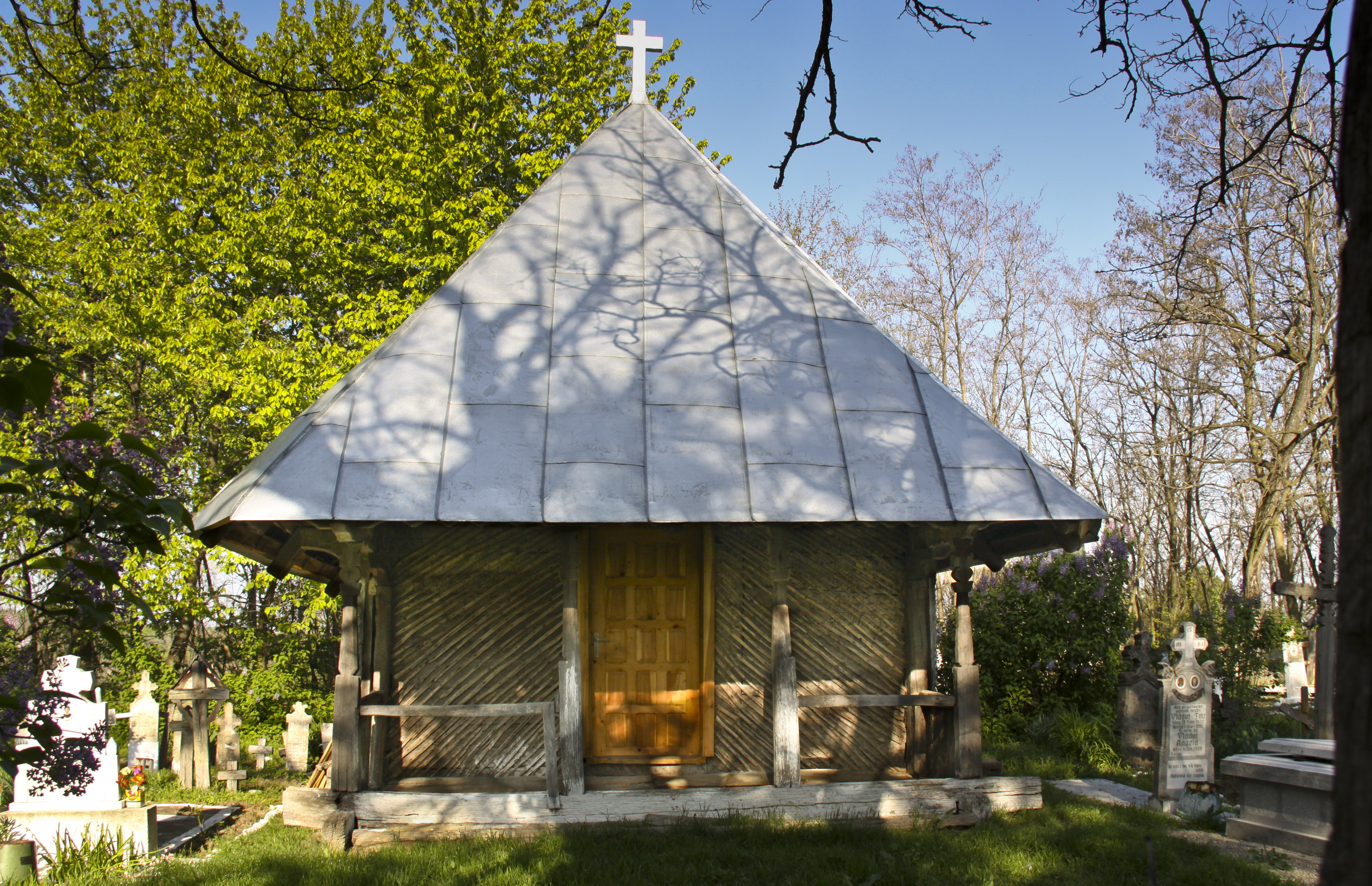
apus
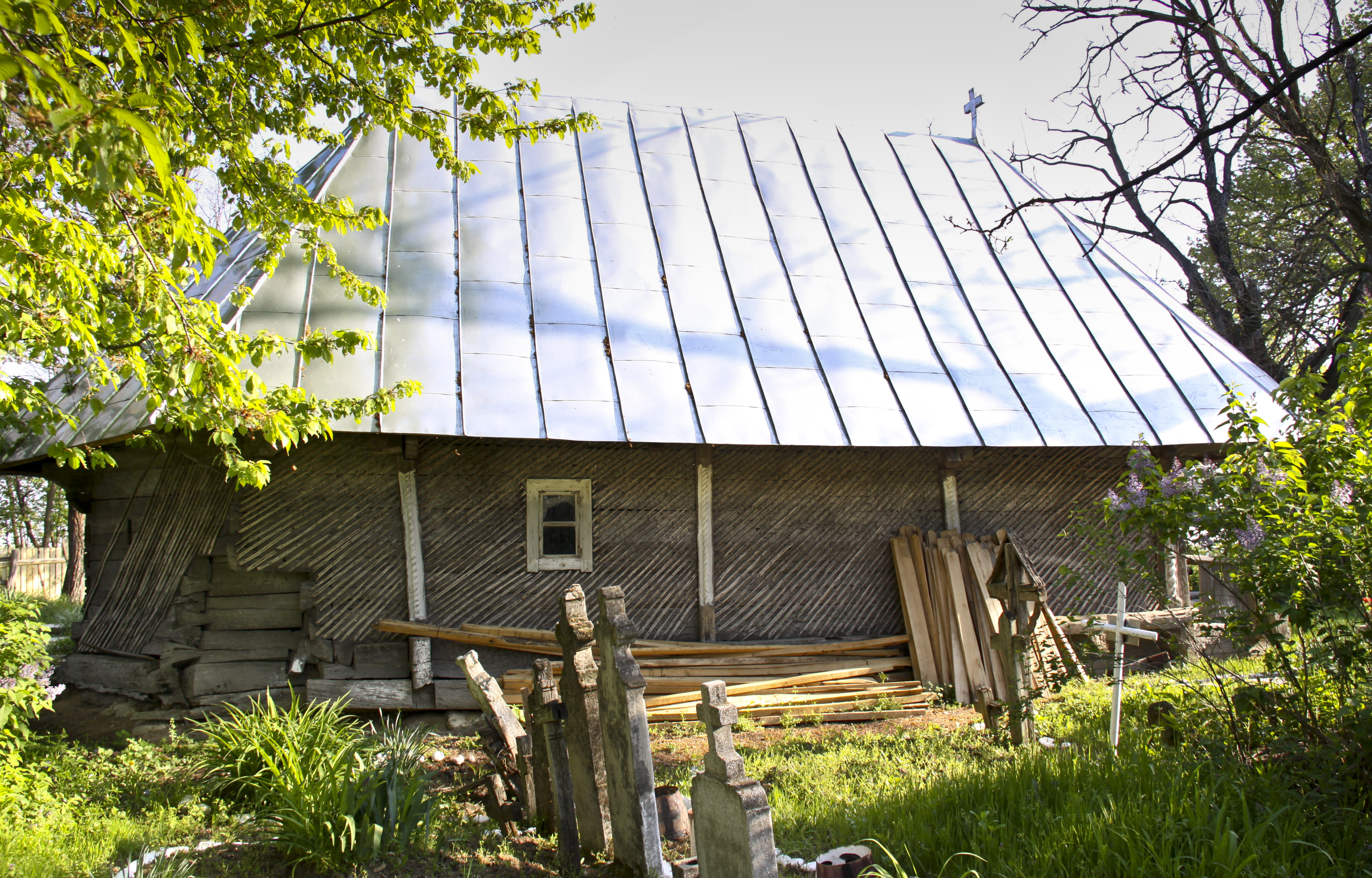
nord
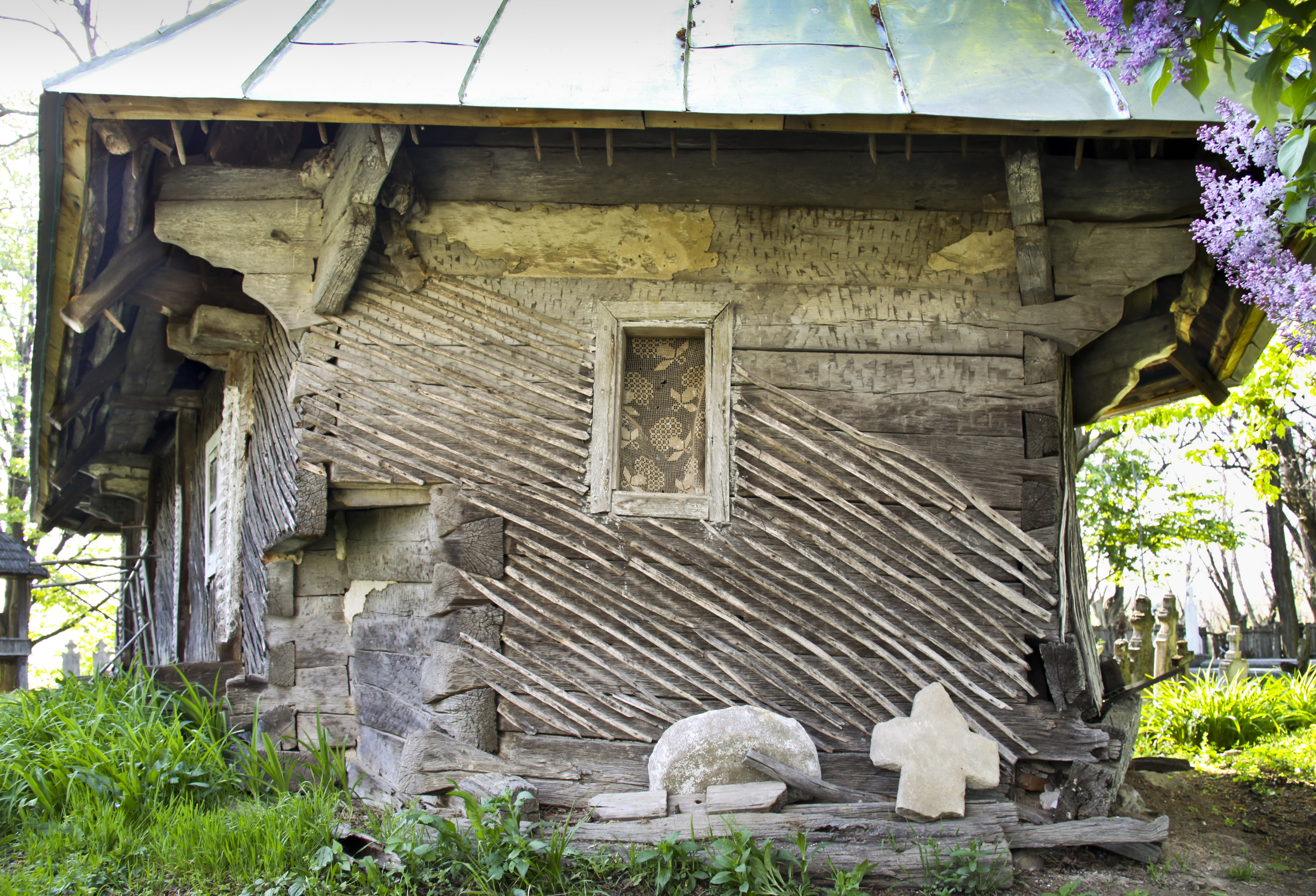
altar, sud-est
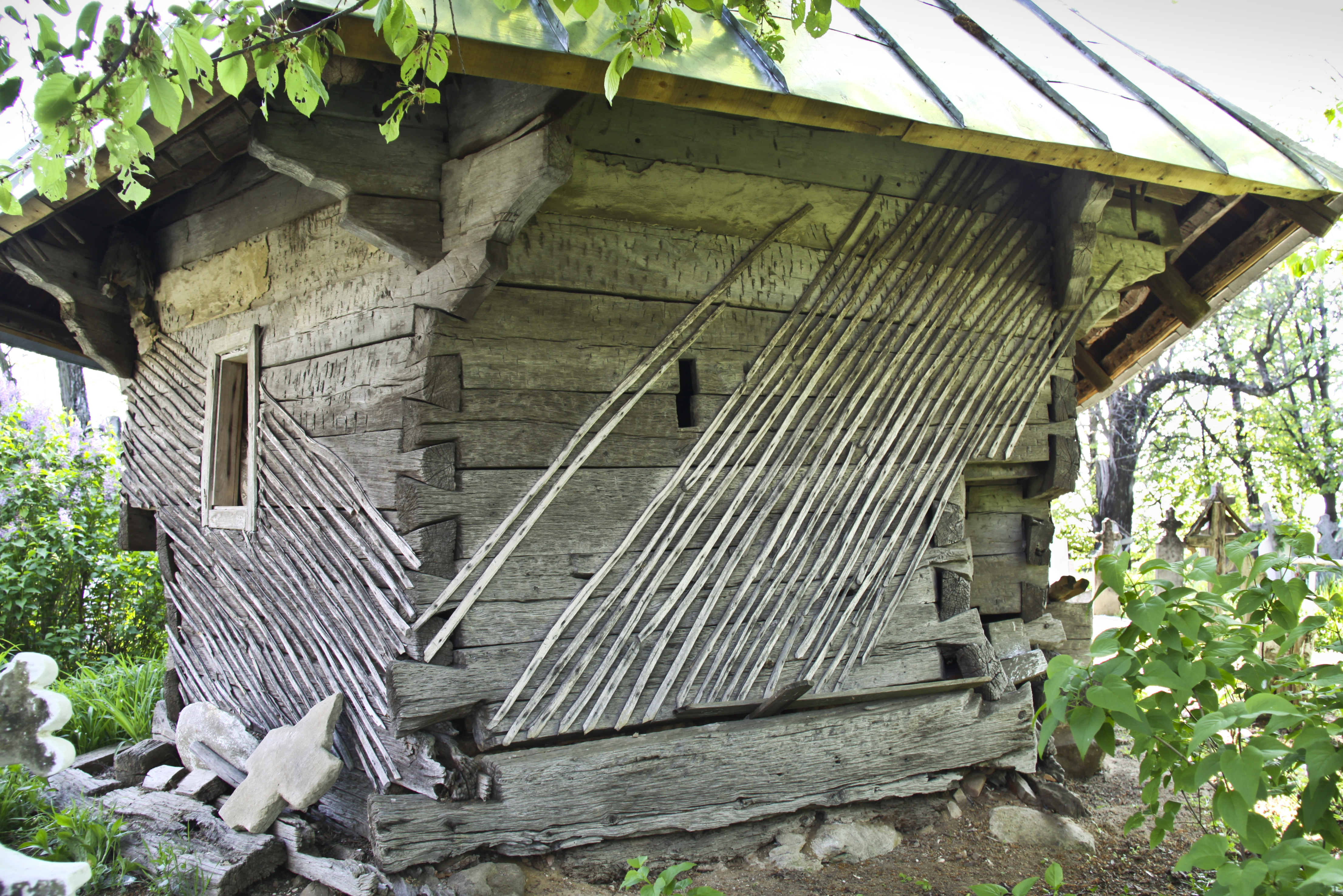
dosul altarului
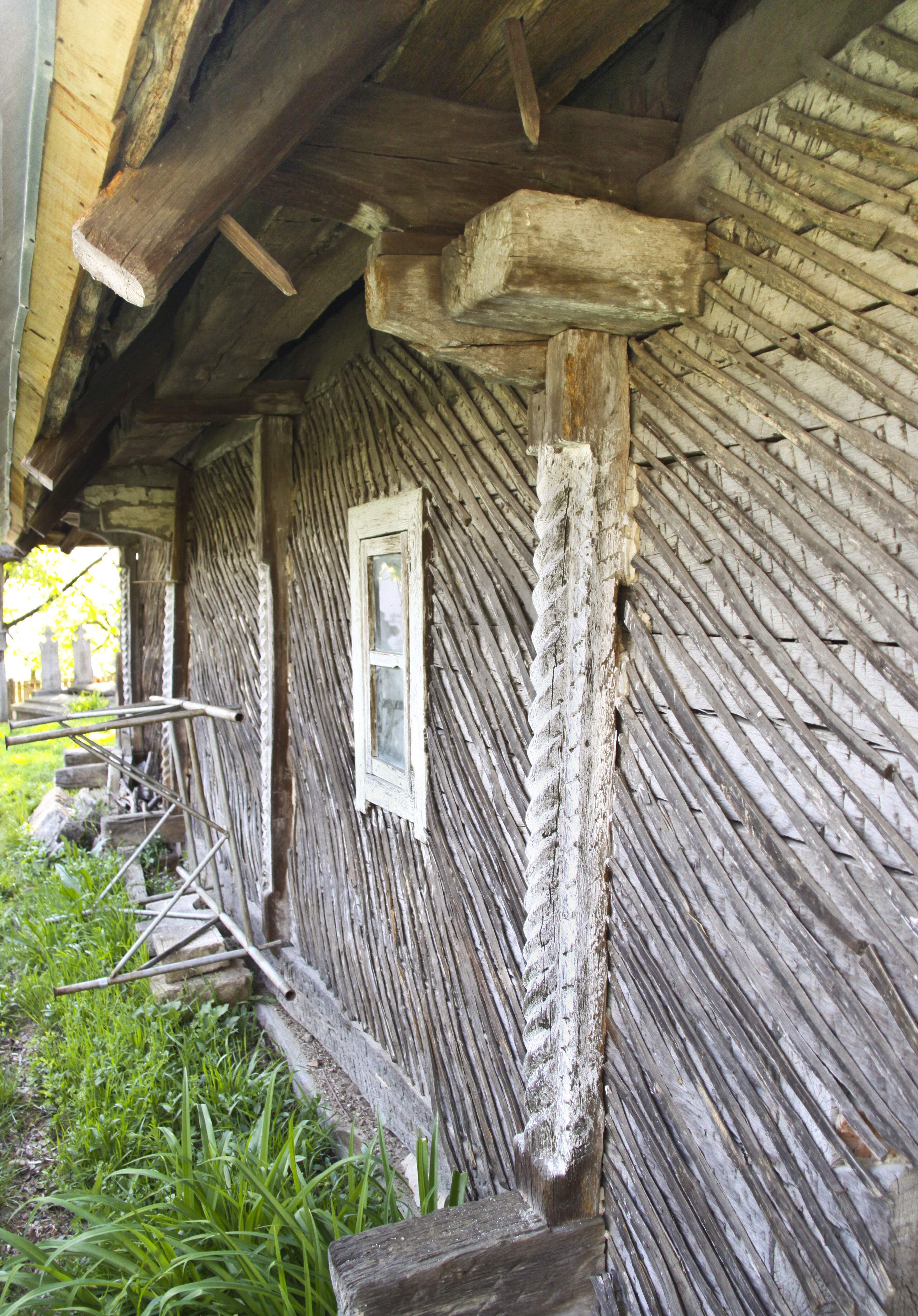
stenapi, sud
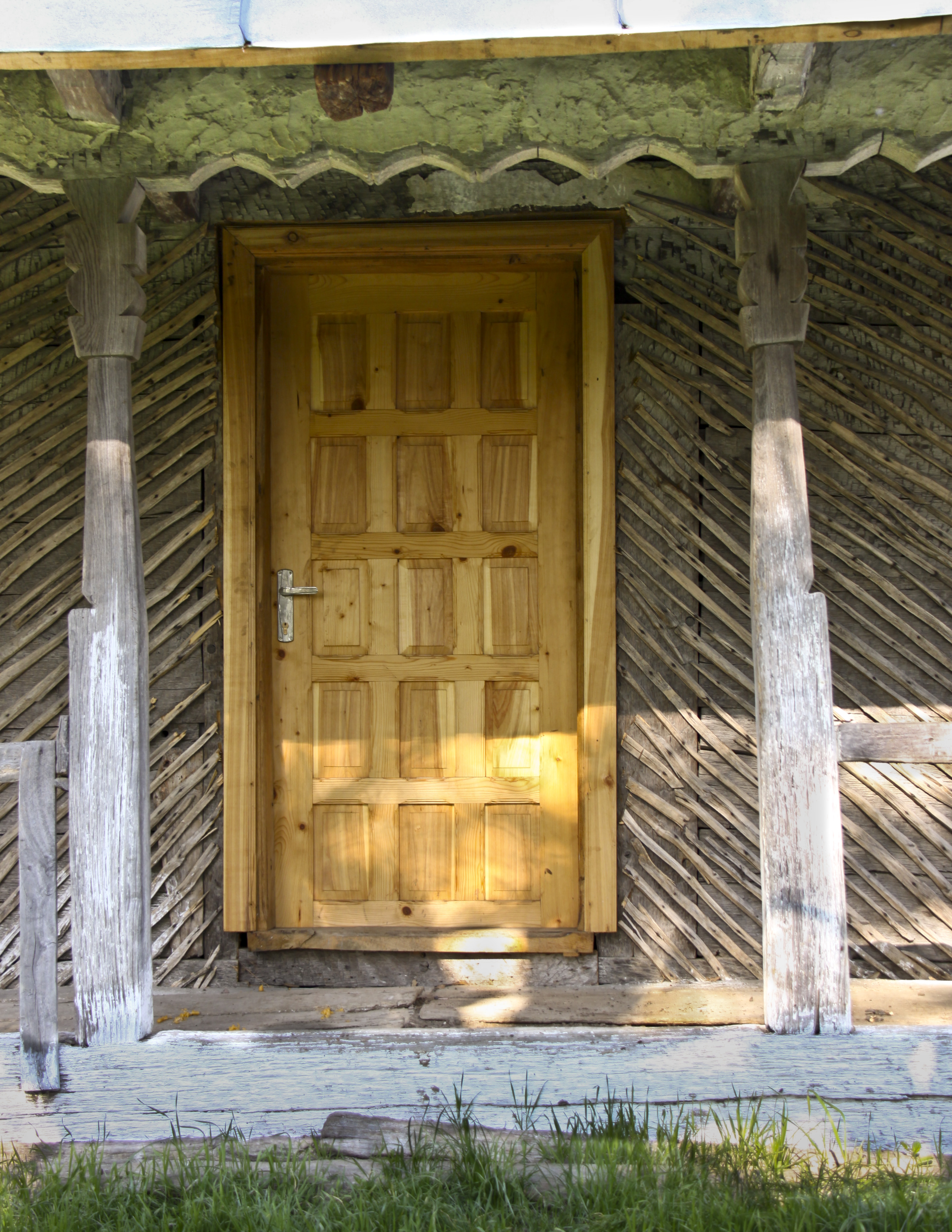
intrare
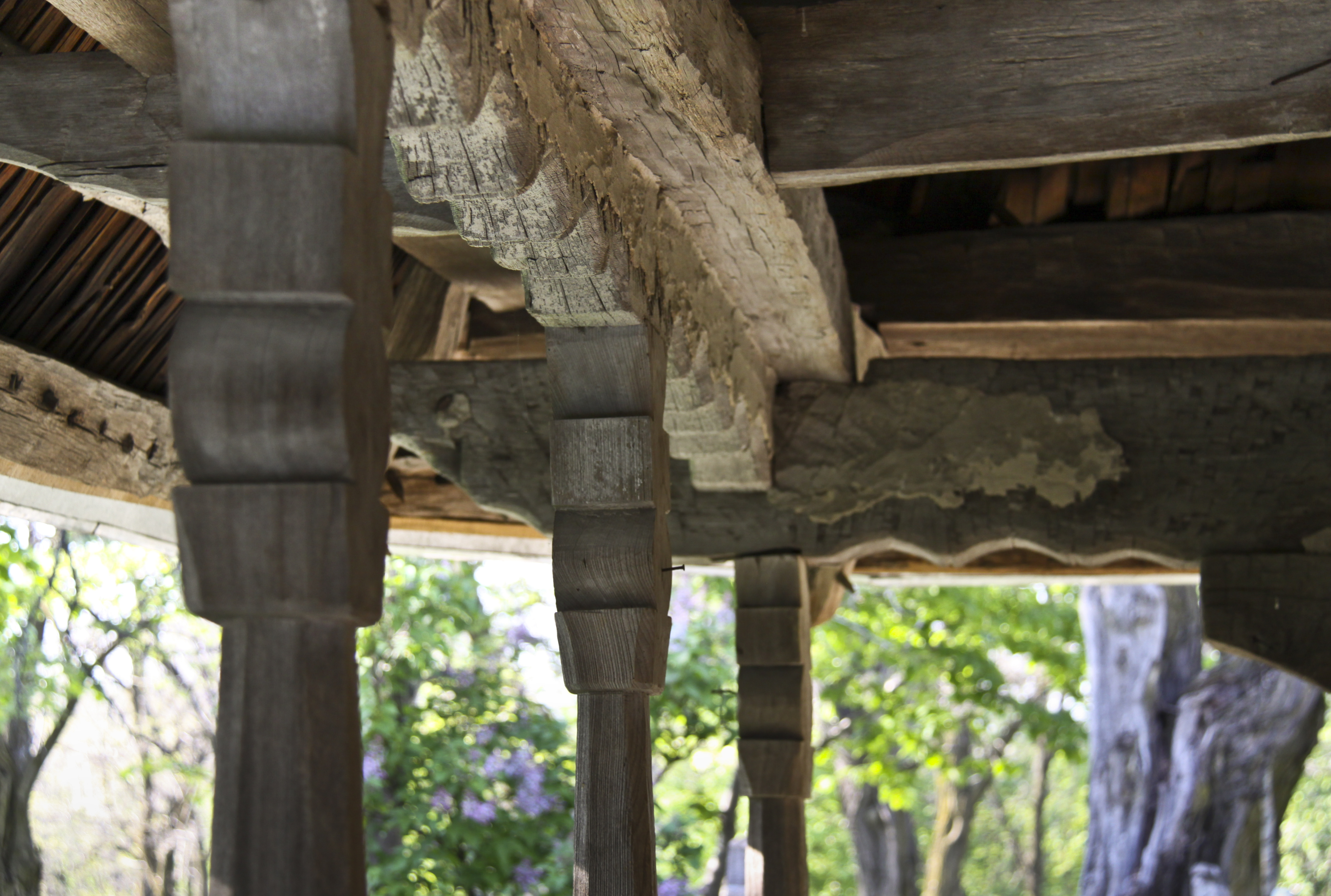
capete de stâlpi
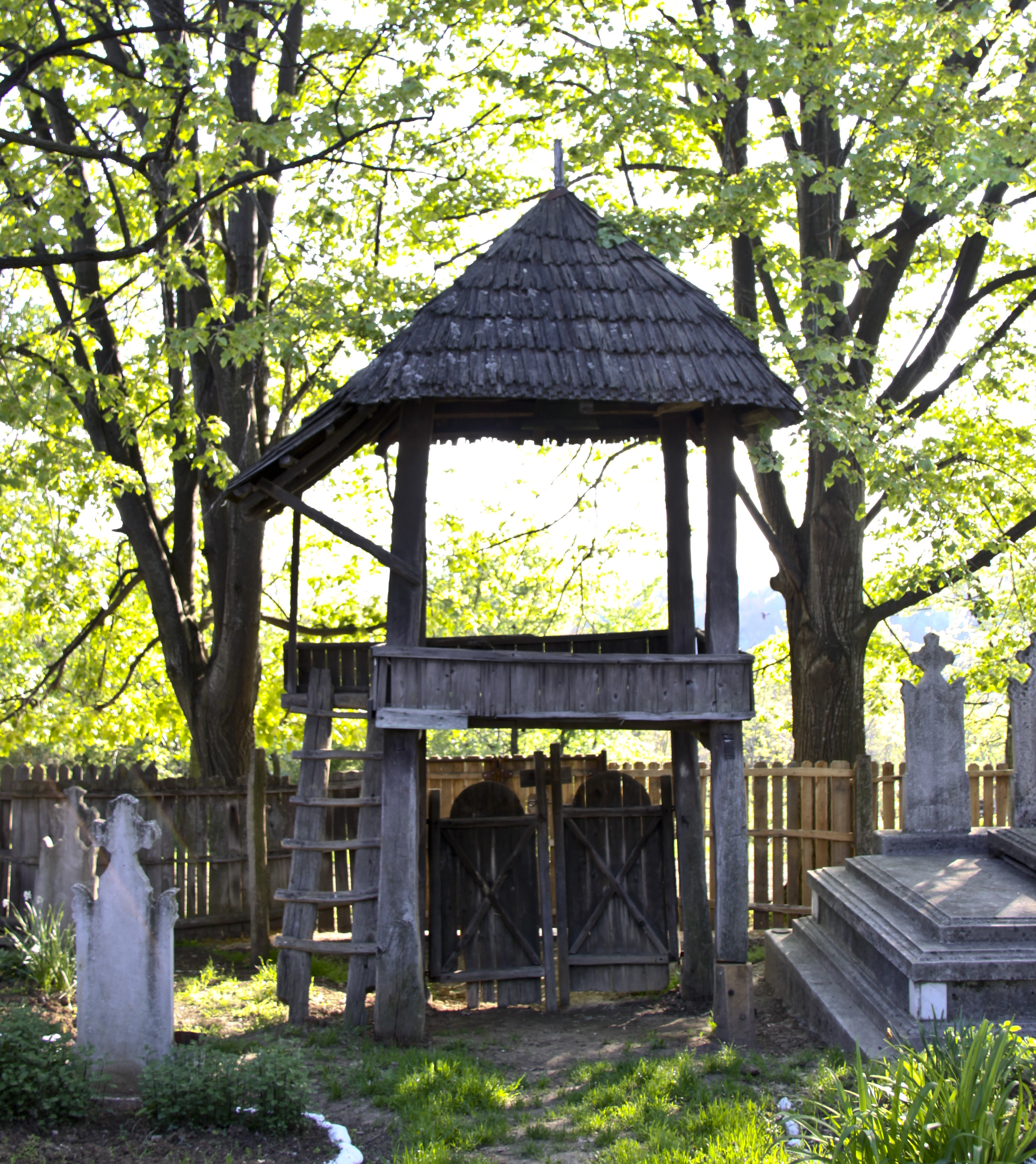
poarta pe sub clopotniţă
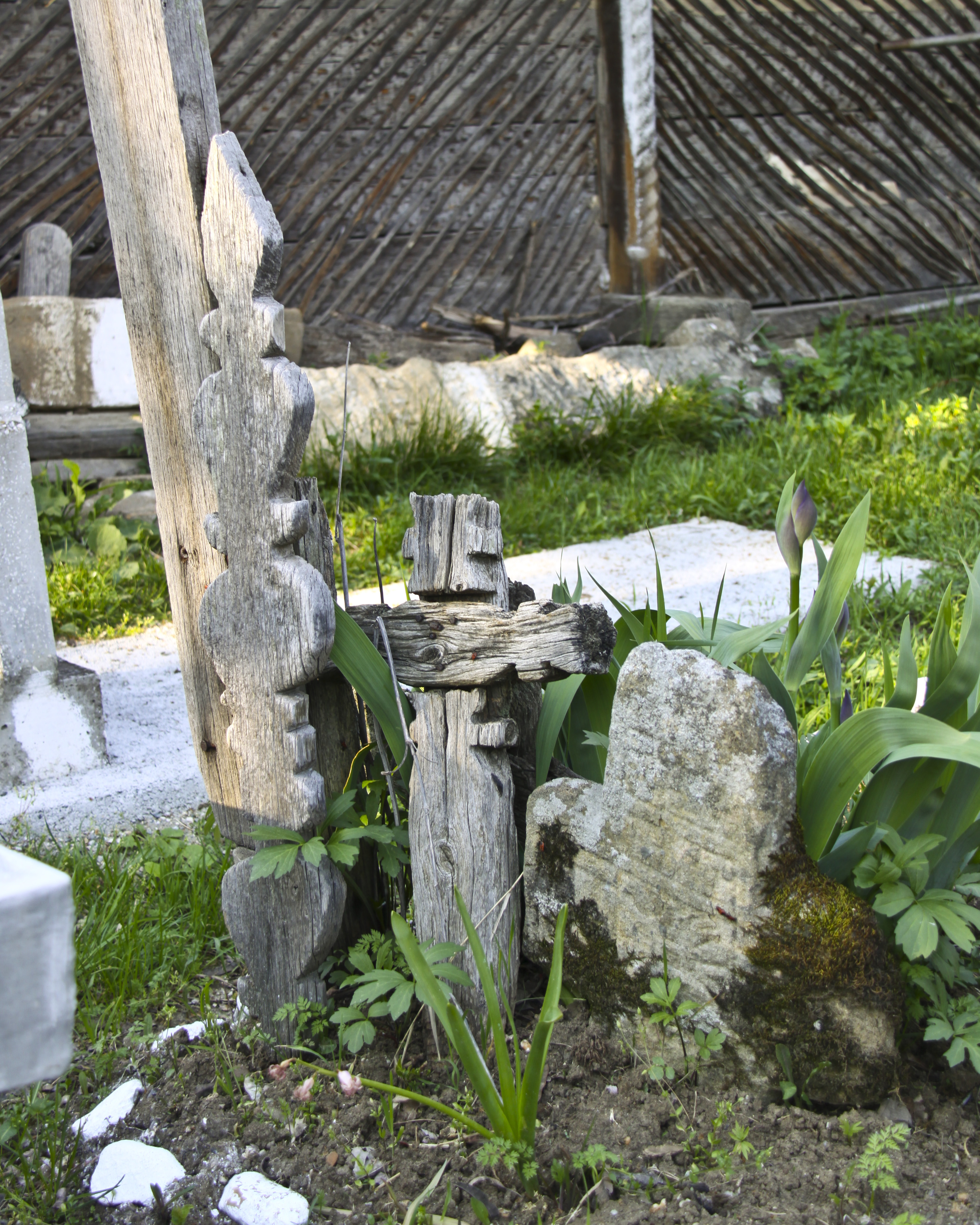
cruci şi stâlp de mormânt

## Imagini din interior

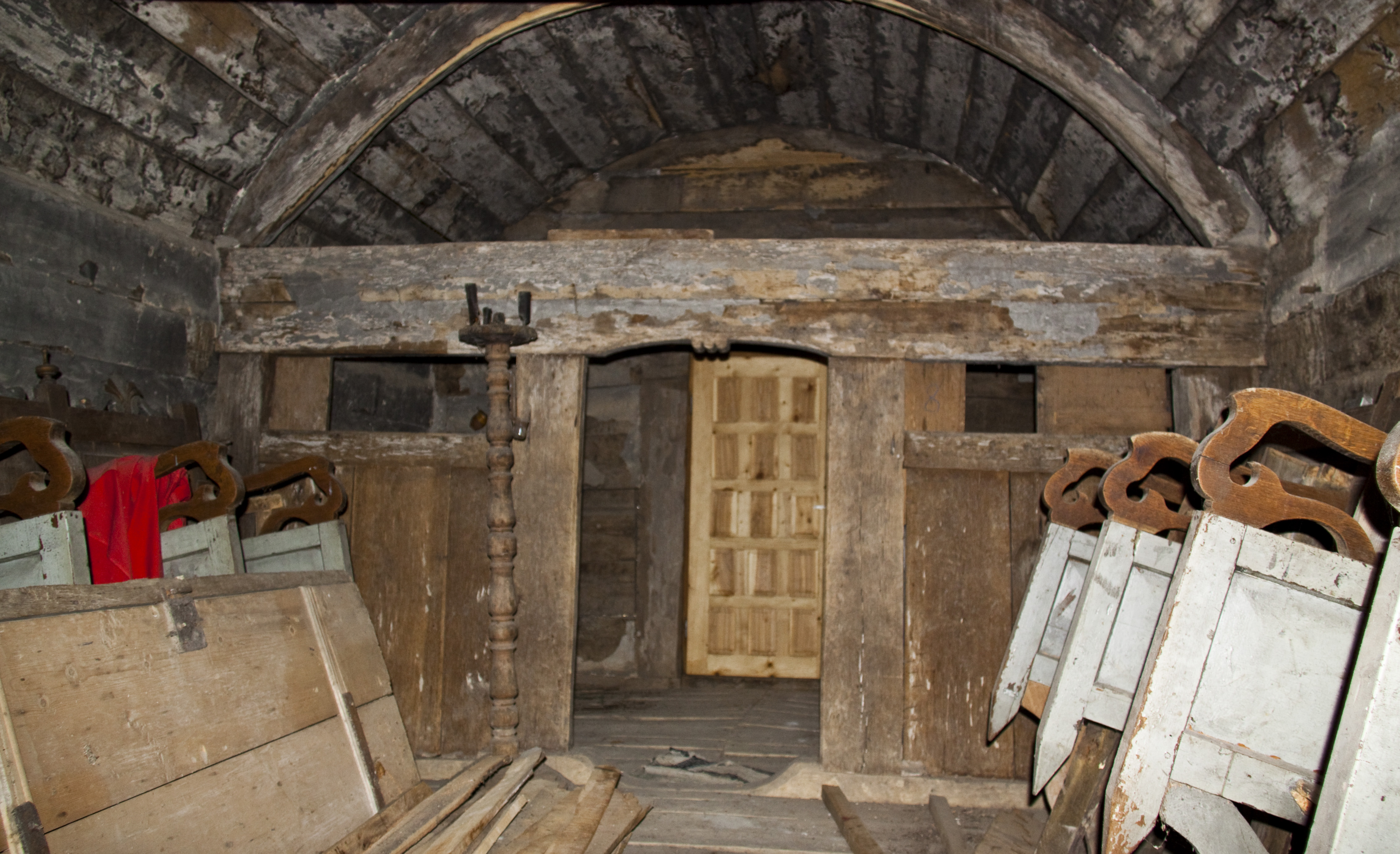
naos
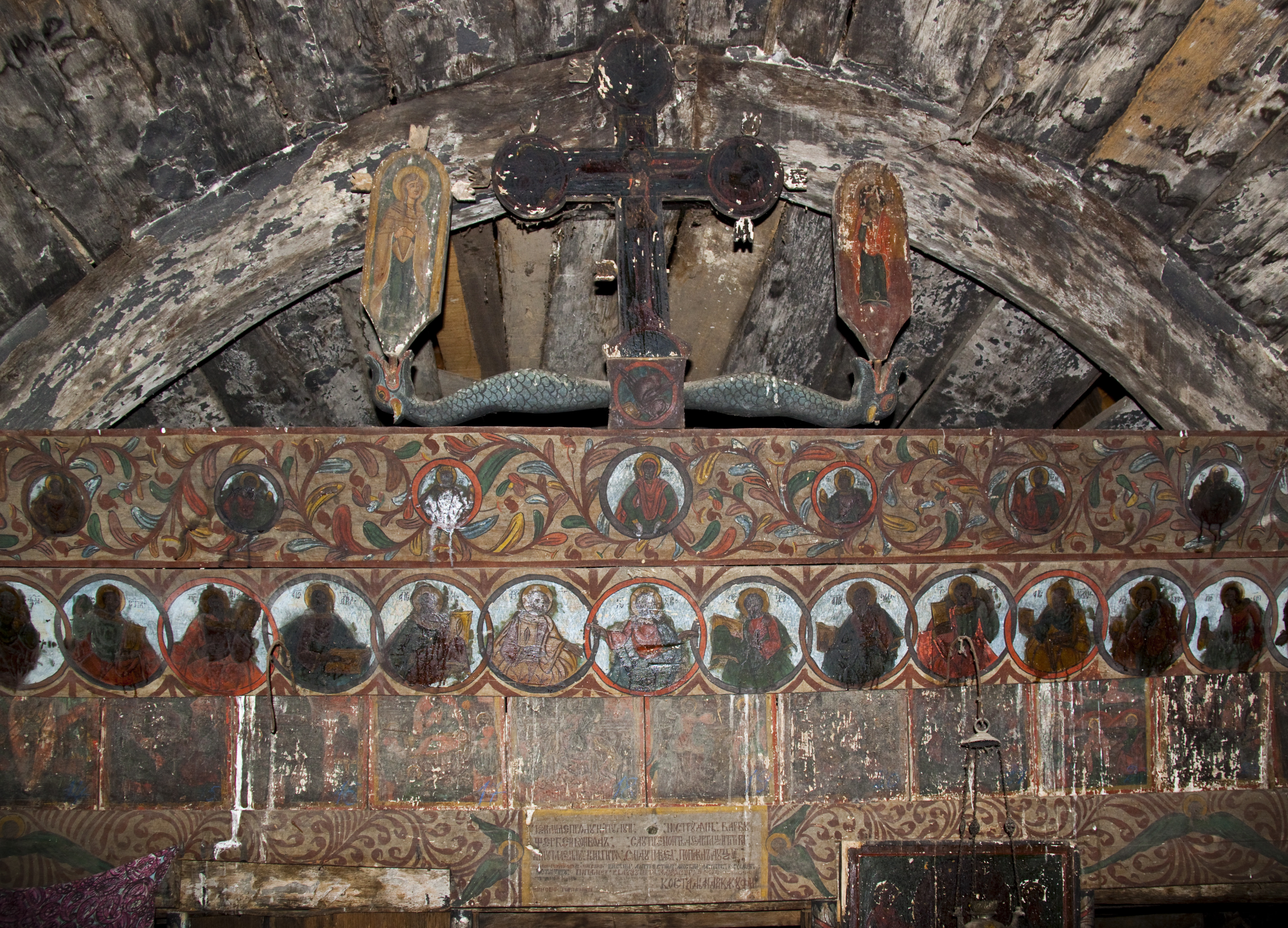
tâmpla iconostasului
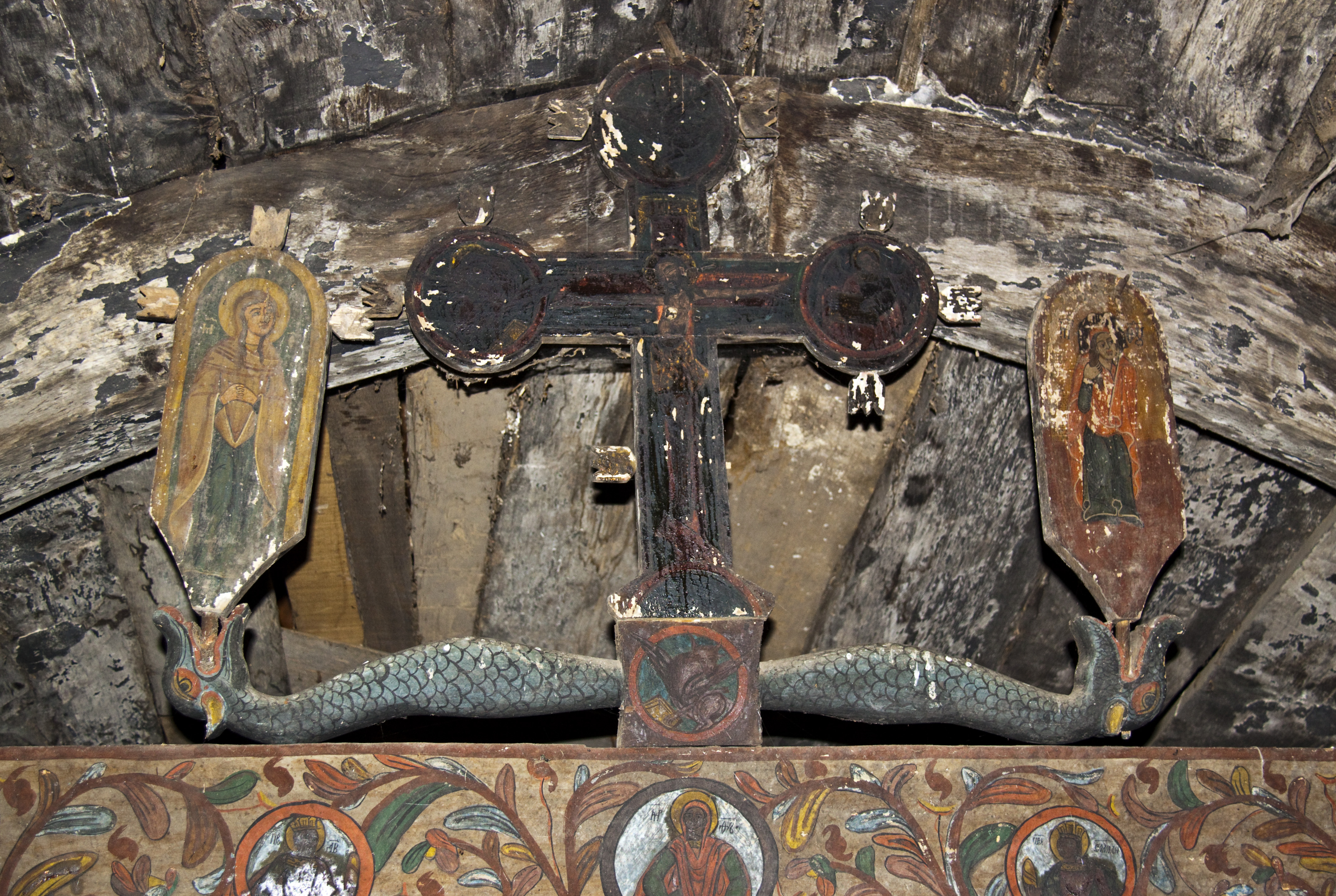
crucea cu molenii
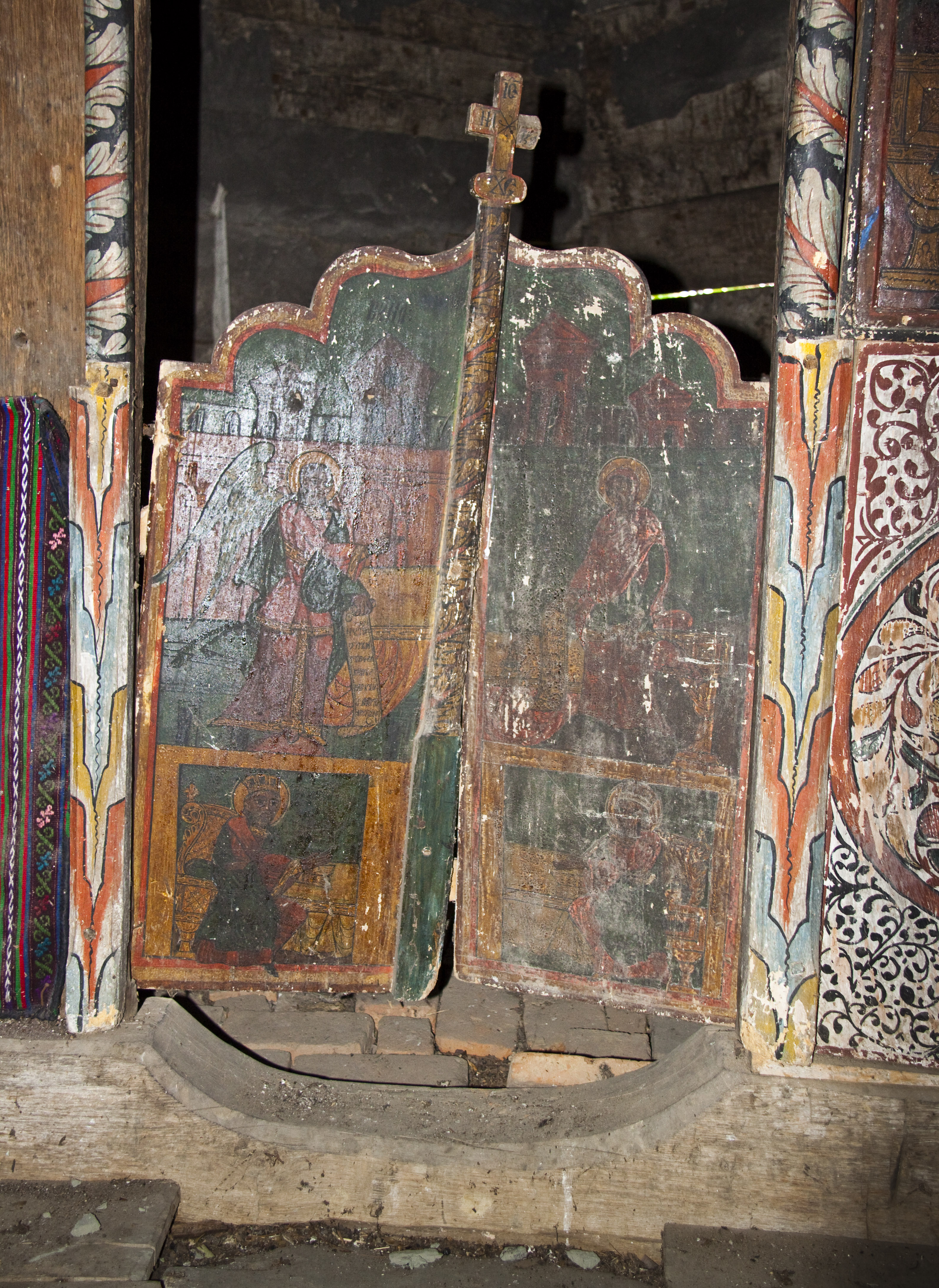
uşile împărăteşti
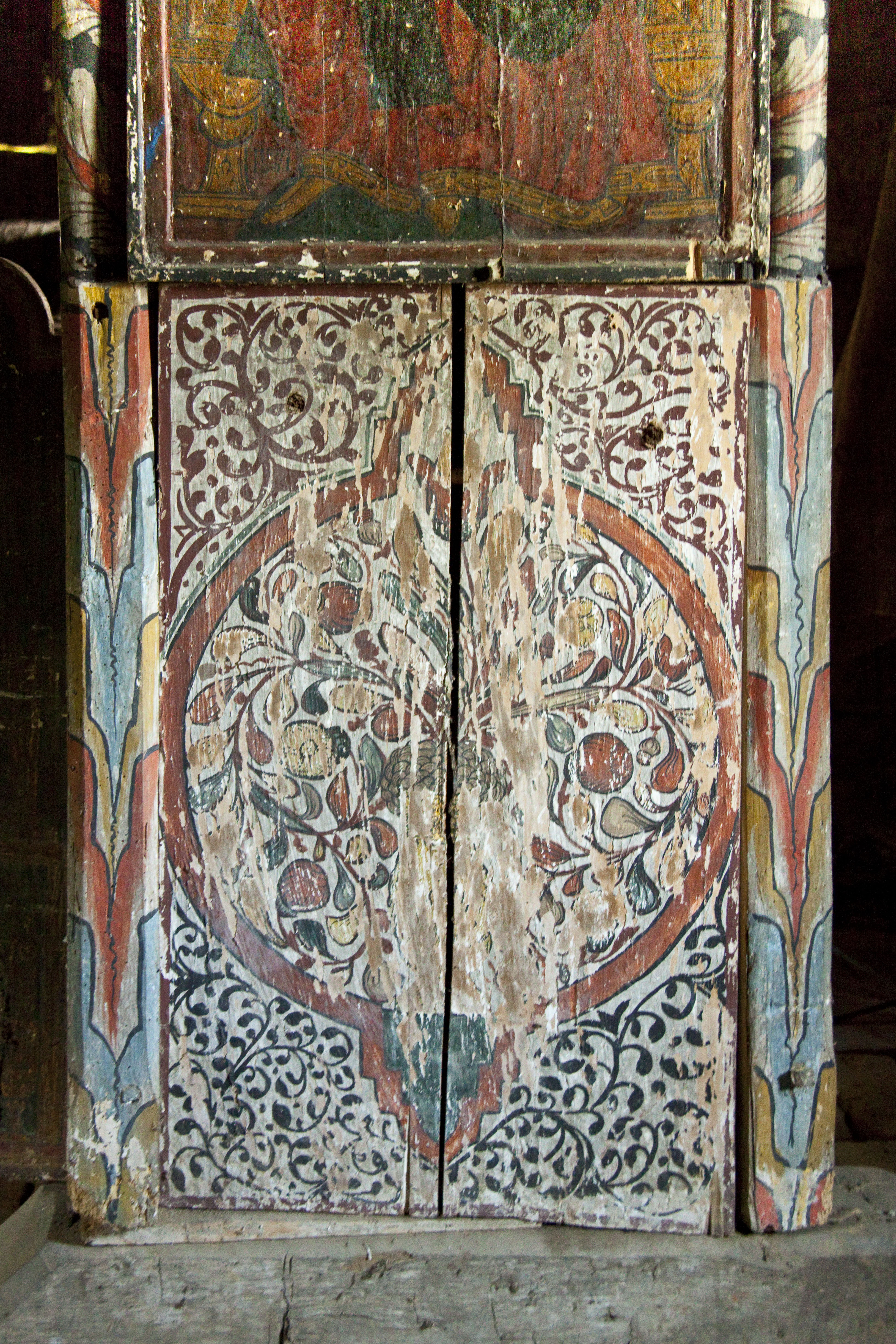
poală de iconă
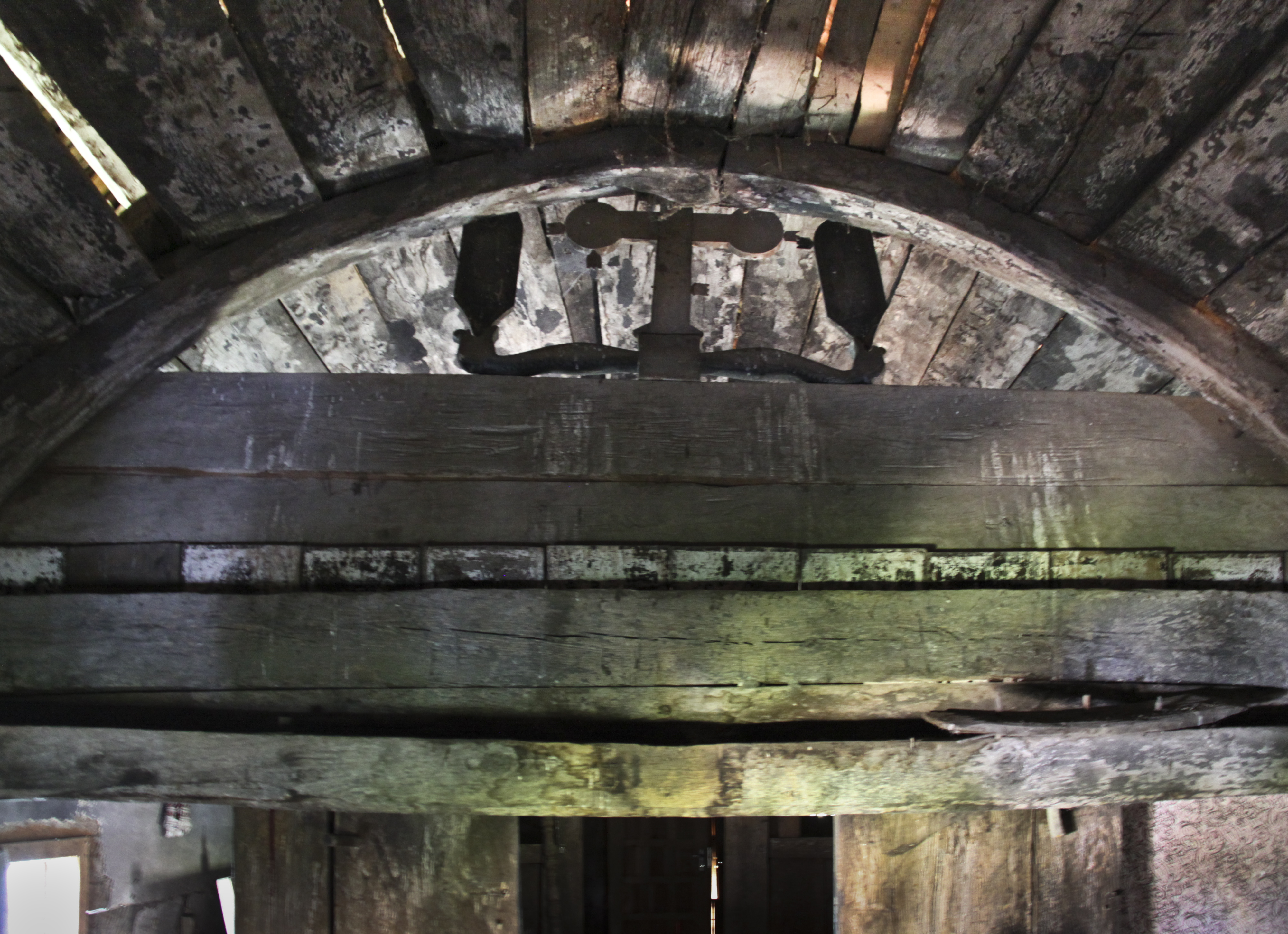
altar, dosul tâmplei
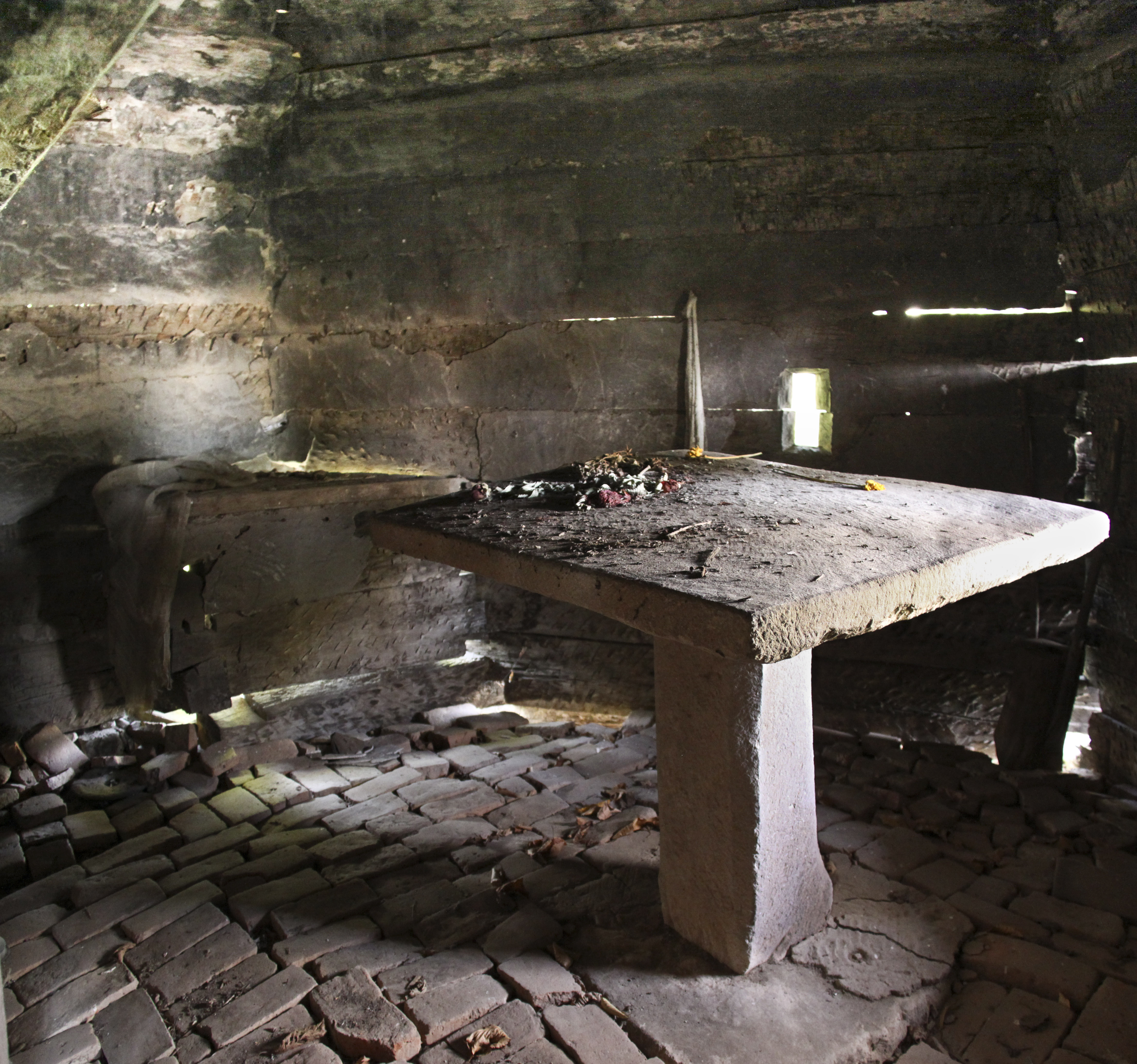
în altar